# 成田守正
成田守正（なりた もりまさ、1947年-　）は、フリー編集者。宮城県生まれ。早稲田大学第一文学部卒業後、1971年、講談社入社。「小説時代」「群像」「文庫出版部」再び「小説現代」を経て、1986年よりフリー編集者に。さまざまなジャンルの書籍編集に従事。

## 著書
- 『光の草[1]』小説集 風雲舎 2009年7月28日
- 『セビリアン・ジョーの沈黙』小説集 双葉社 2016年6月21日
- 『「人間の森」を撃つ 森村誠一 作品とその時代[2]』田畑書店 2018年1月31日

## 参考
1. ↑  風雲者HP 光の草
2. ↑  田畑書店HP 成田守正 ー「人間の森」を撃つ 森村誠一 作品とその時代